# Batrisodes aphenogastri
Batrisodes aphenogastri är en skalbaggsart som beskrevs av Henry Clinton Fall 1912. Batrisodes aphenogastri ingår i släktet Batrisodes och familjen kortvingar. Inga underarter finns listade i Catalogue of Life.